# Al Alburquerque
Alberto José Alburquerque (nacido el 10 de junio de 1986 en San Pedro de Macorís) es un lanzador dominicano de Grandes Ligas que ha jugado para los Tigres de Detroit, Anaheim Angels, Kansas City Royals y Toronto Blue Jays. Mide 6'0" de estatura y pesa 195 libras. Alburquerque comenzó su carrera profesional en 2006 e hizo su debut en Grandes Ligas en 2011.

## Carrera

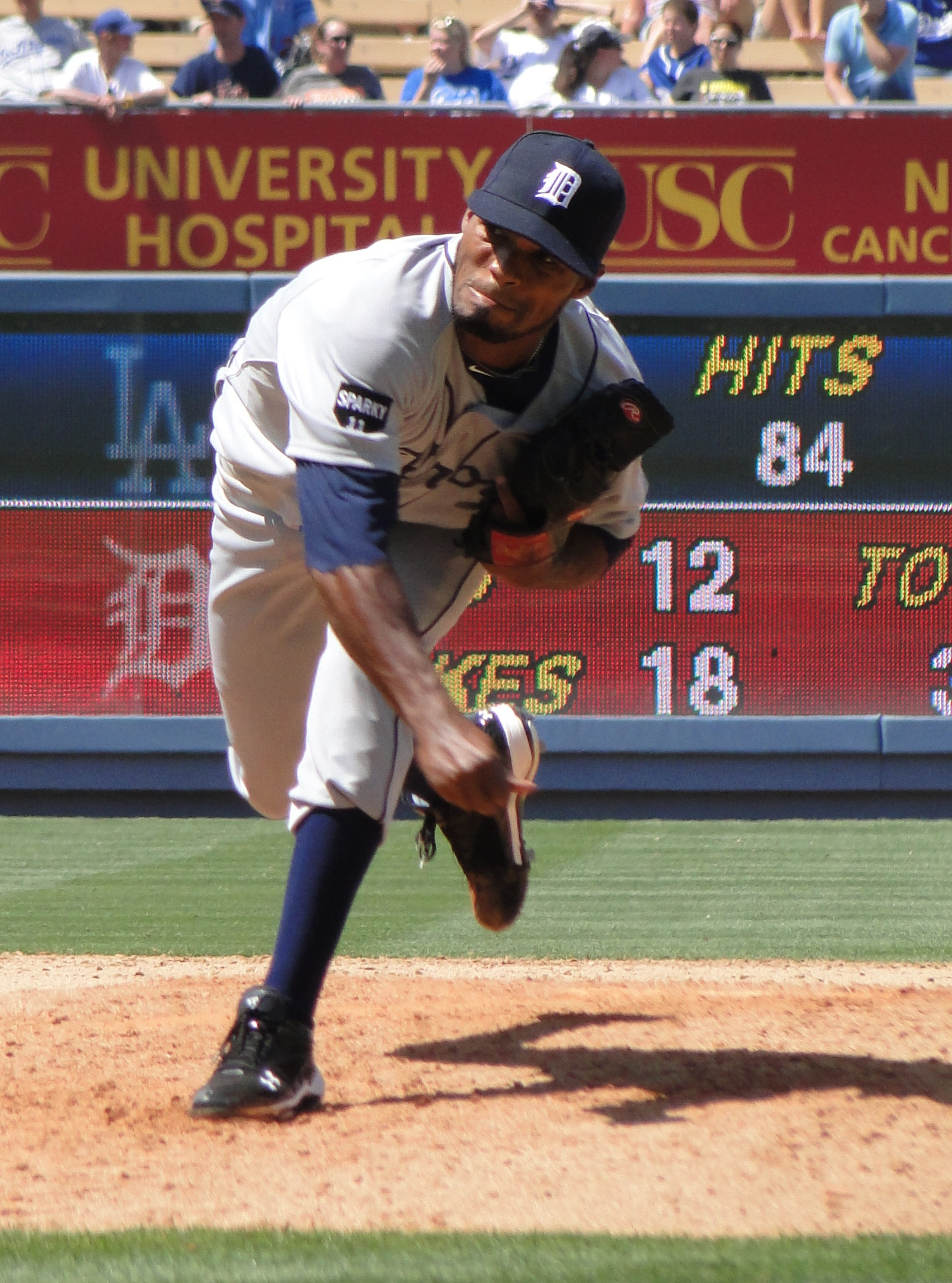
Albuquerque lanzando en 2011 para los Tigres.

### Ligas menores
Firmado por el scout, José Serra, Alburquerque comenzó su carrera profesional en 2006 con los Arizona League Cubs, en el farm system de los Cachorros de Chicago. Terminó con récord de 0-2 con una efectividad de 5.98 en ocho partidos (cinco como abridor) de la temporada. También tuvo 15 ponches en 12 entradas y dos tercios. En 2007, jugó para Boise Hawks y Peoria Chiefs, terminando con un total combinado de 4-6 con una efectividad de 5.83 en 21 partidos (10 como abridor). En 66 entradas y un tercio, ponchó a 69 bateadores. No jugó en todo el 2008.
Alburquerque inició la temporada 2009 en el sistema de los Cachorros, lanzando por Daytona Cubs.  Sin embargo, fue cambiado a los Rockies de Colorado a mitad de la temporada como un jugador a ser nombrado más tarde en un canje que envió a Jeff Baker con los Cachorros. Terminó la temporada con Tulsa Drillers. En general, tuvo récord de 2-3 con una efectividad de 2.80 en 47 apariciones como relevista, ponchando a 75 bateadores en 61 entradas. Lanzó para Tulsa Drillers de nuevo en 2010, terminando con récord de 2-4 con una efectividad de 4.98 en 25 apariciones como relevista.
Después de la temporada 2010, se convirtió en agente libre y firmó un contrato de Grandes Ligas con los Tigres de Detroit. Fue asignado al equipo Triple-A Toledo Mud Hens después de los entrenamientos de primavera.

### Grandes Ligas
Alburquerque hizo su debut en Grandes Ligas el 15 de abril de 2011 contra los Atléticos de Oakland. Ponchó al primer bateador que enfrentó y lanzó dos entradas sin permitir carreras con tres ponches.
El 12 de agosto de 2011, Alburquerque fue golpeado en la cabeza por una pelota bateada por Robert  Andino de los Orioles de Baltimore durante la práctica de bateo. Fue llevado al hospital y se quedó toda la noche para examinarlo. Al día siguiente, los Tigres lo pusieron en la lista de lesionados de 7 días con una conmoción cerebral.

## Scouting report
A Alburquerque se le conoce como un pitcher de dos lanzamientos con una tradicional recta de 4 costuras que es cronometrada entre 95-98 millas por hora y su lanzamiento secundario, o "out-pitch", es un slider con gran inclinación y rompimiento que oscila entre 86 y 88 mph. Aunque en su primera temporada completa en las Grandes Ligas con los Tigres de Detroit, está construyendo una reputación en todo el béisbol por tener uno de los "más peligrosos" sliders en las Grandes Ligas. Su ratio de K/9 (ponches por cada 9 entradas) es muy superior al  promedio de la liga y en la actualidad se sitúa en 13.9 P/9.